# Loi du 22 juin 1886 relative aux membres des familles ayant régné en France
La loi du 22 juin 1886 relative aux membres des familles ayant régné en France, souvent appelée loi d'exil, est une loi d'interdiction de séjour en France, votée sous la Troisième République, visant les chefs des familles ayant régné en France et leurs héritiers directs dans l'ordre de primogéniture. Elle s'apparente à une loi d'exil ou de bannissement, comme il en fut adopté en France lors des changements de régime ou dans d'autres pays, à l'encontre de monarques déchus et de leur famille. Cette loi, abrogée en 1950, interdisait aussi l'exercice de toute fonction publique aux autres membres de ces familles et les rendait susceptibles d'interdiction du territoire français.

## Contexte
« Plusieurs réunions politiques samedi et dimanche. Les partisans de Jean III et de Philippe VII ont, inter pocula, affirmé les droits des prétendants », écrit le quotidien La Croix en première page, le mardi 6 juillet 1886 : après la mort sans descendance, en 1883, d'Henri d'Artois, comte de Chambord (petit-fils du dernier roi de France, Charles X), prétendant légitimiste au trône (retenu par l'histoire pour son manifeste du drapeau blanc) et dernier des Bourbons issus de Louis XV, l'éloignement et la discrétion de la nouvelle branche aînée, espagnole (dont le chef, Jean de Bourbon, comte de Montizón, nouveau prétendant légitimiste — Jean III —, réside incognito en Angleterre), ainsi que le ralliement de la majorité des anciens partisans des Bourbons à la branche cadette (mais française) d'Orléans et à celui qui en est (depuis 1850) le chef : Philippe d'Orléans, comte de Paris (petit-fils du second roi des Français, Louis-Philippe Ier), prétendant orléaniste ou désormais « fusionniste » — Philippe VII —, favorisent un certain regain de popularité pour cette famille. Ce qui conduit le gouvernement Jules Ferry à décider d'écarter de l'armée active plusieurs de ses membres.
Du côté des Bonaparte, depuis la mort, en 1879, au service de l'armée britannique, du prince impérial — Napoléon IV de jure (unique fils légitime, sans postérité, du dernier empereur des Français, Napoléon III) —, deux prétendants s'affrontent : le prince Napoléon (Jérôme) (cousin germain de Napoléon III), prétendant concurrent de son propre fils aîné, d'une part ; et ce fils, le prince Victor, principal prétendant, car désigné par testament par le prince impérial pour lui succéder dans l'ordre de primogéniture masculine, plutôt que son père — et d'ailleurs préféré par la plupart des bonapartistes. Cette querelle s'éteindra avec la mort, en 1891, du père, surnommé « Plon-Plon ».

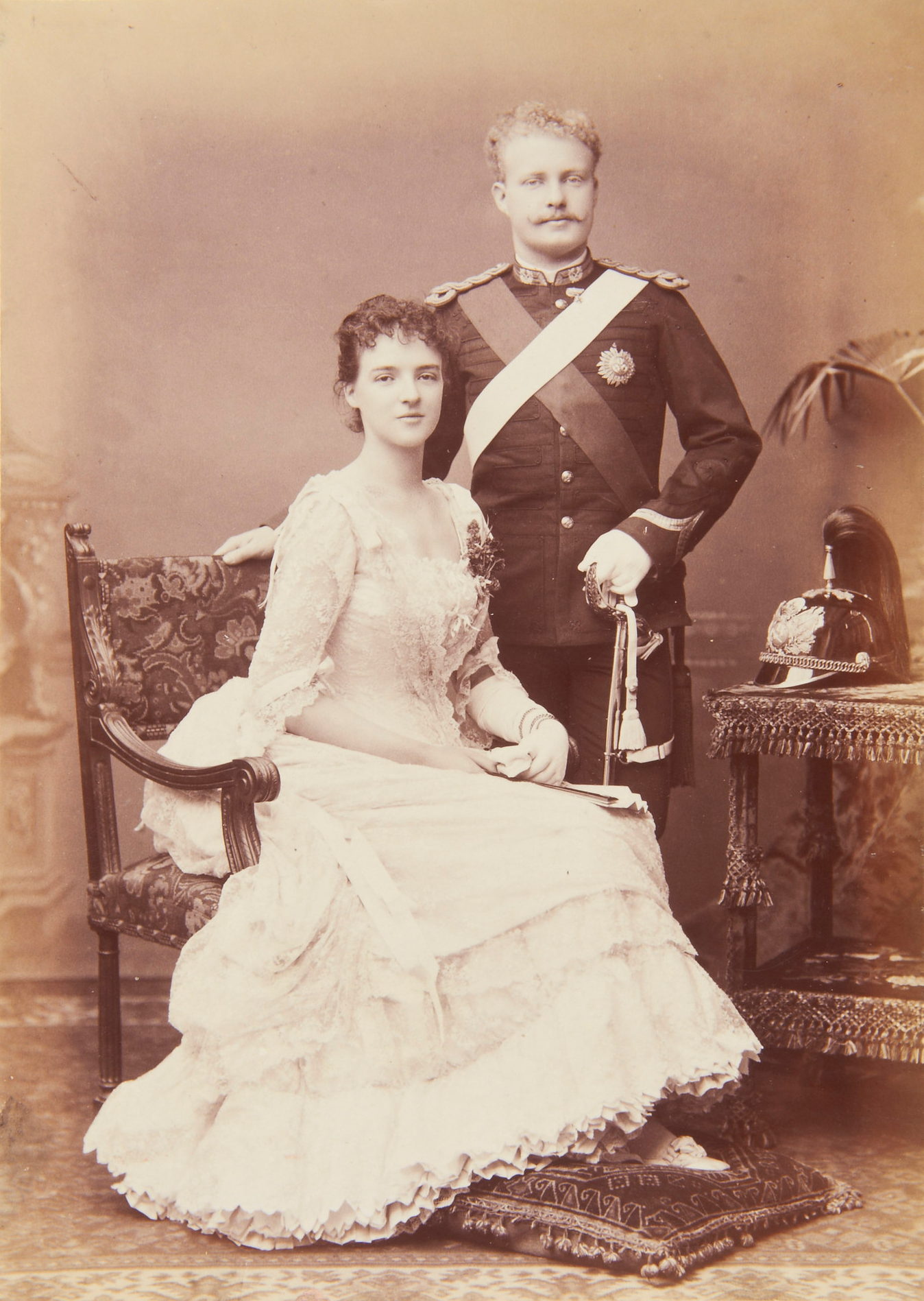
Amélie d’Orléans et son mari, Charles de Portugal.

Début 1883, le prince Napoléon (Jérôme) a été arrêté pour avoir fait placarder dans Paris un manifeste politique, avant d'être vite libéré. Puis son fils, le prince Victor, qui a achevé son service militaire au 32e régiment d'artillerie d'Orléans le 11 novembre et aurait dû, ayant réussi son examen de sortie, être pourvu du grade de sous-officier, se l'est vu refuser par le ministre de la Guerre, Jean-Baptiste-Marie Campenon, au motif de ne pas créer un nouveau « Petit Caporal ». Et en mars 1884, le comte de Paris est victime d’un attentat anarchiste — dont il sort indemne. L'augmentation du nombre de députés conservateurs, royalistes et bonapartistes, passés de quatre-vingt-dix à deux-cents lors des élections législatives de 1885, commence à inquiéter les républicains.
C'est dans ce contexte que, le 14 mai 1886, a lieu, à l'hôtel de Matignon, alors rebaptisé hôtel Galliera (du nom de la duchesse qui en est propriétaire et chez qui les Orléans résident depuis mars), la célébration fastueuse — voire tapageuse — des fiançailles d'Amélie d'Orléans, fille du comte de Paris, avec Charles, prince royal (héritier) de Portugal. La chronique que font de cet événement les journaux monarchistes, en particulier Le Figaro, soulève la consternation des milieux républicains. S'ensuivent de nombreuses attaques contre les Orléans et les Bonaparte ; et, après les précédentes « tentatives infructueuses » (de 1883) de mettre au ban les anciens princes, la loi dite « loi d'exil » est adoptée par la Chambre des députés le 11 juin, par 315 voix contre 232 (Albert de Mun, etc.), et le Sénat, par 141 voix (dont celle de Louis Journault) contre 107 (dont celle de Jules Simon), et promulguée le 22 juin 1886.

## Dispositions
« Article premier. Le territoire de la République est et demeure interdit aux chefs des familles ayant régné en France et à leurs héritiers directs, dans l'ordre de primogéniture. 
Article 2. Le gouvernement est autorisé à interdire le territoire de la République aux membres de ces familles. L'interdiction est prononcée par un décret du président de la République, rendu en conseil des ministres. 
Article 3. Celui qui, en violation de l'interdiction, sera trouvé en France, en Algérie ou dans les Colonies, sera puni d'un emprisonnement de deux à cinq ans. À l'expiration de sa peine, il sera reconduit à la frontière. 
Article 4. Les membres des familles ayant régné en France ne pourront entrer dans les armées de terre et de mer, ni exercer aucune fonction publique, ni aucun mandat électif. »

## Mise en œuvre

### Prétendants Bonaparte, Orléans et Bourbons et leurs héritiers directs

#### Les Bonaparte

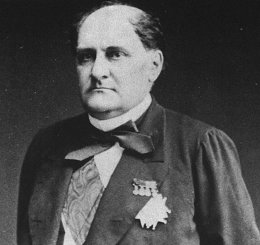
Le prince Napoléon (Jérôme).

À la suite de la promulgation de la loi d'exil, le 23 juin au soir, les Bonaparte quittent le territoire français : d'abord, le prince Victor, à la gare du Nord, pour la Belgique ; puis son père, le prince Napoléon (Jérôme), à la gare de Lyon, pour la Suisse. Ni l'un, ni l'autre prétendant bonapartiste — concurrents jusqu'à la mort, en 1891, de Napoléon (Jérôme), ainsi qu'on l'a vu — ne reviendra en France.

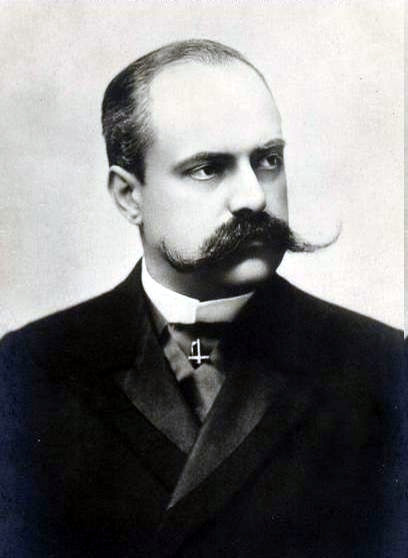
Le prince Victor.

Le fils et successeur du prince Victor, le prince Louis, héritier direct de 1914 à 1926 puis chef de famille, fait avant 1939 quelques incursions en France pour découvrir son pays, en usant du pseudonyme de Louis Blanchard. Par la suite, n'ayant pu obtenir d'Édouard Daladier, président du Conseil et ministre de la Guerre, d'autorisation de servir dans l'armée française, il rejoint la Légion étrangère. Seule la Légion, sous la garantie de l’anonymat, lui permet alors d’offrir ses services à sa patrie au moment de la déclaration de la guerre et pour la durée des hostilités : il devient « Louis Blanchard (matricule 94.707) ». Incorporé au camp de Sathonay, il transite au fort Saint-Jean. Le 3 avril 1940, le légionnaire « Blanchard » rejoint le dépôt commun des régiments étrangers et est affecté à la compagnie de passage no 2, stationnée à Saïda en Algérie, où il suit l’instruction, puis sert au Kreider dans le Sud. La fin des combats sur le sol de France survient trop tôt pour que le jeune soldat soit envoyé au front ; et, après la signature de l'armistice du 22 juin 1940, il est libéré.
La carrière militaire du prince Louis ne prend cependant pas fin : il contacte la Résistance et, en 1942, est arrêté par les Allemands avec trois compagnons en tentant de franchir les Pyrénées, via l’Espagne, afin de gagner la France libre. Refusant tout traitement de faveur de la part de l'ennemi, il est incarcéré au château du Hâ, à Bordeaux, puis transféré à Fresnes. À raison de l'intervention de la famille royale italienne (famille de sa grand-mère paternelle, la princesse Marie-Clotilde), le prétendant bonapartiste est assigné à résidence. Se soustrayant à son assignation, il gagne, avec l'aide de son cousin Joachim Murat, un maquis mis sur pied dans la région de Châteauroux, et entre dans la clandestiné sous le nom de guerre de Louis Monnier, dans l'Organisation de résistance de l'armée (ORA). Le 28 août 1944, au lieu-dit la Butte, à Heugnes (Indre), un tir de canon allemand détruit le camion qui le transportait ; seul survivant parmi les six personnes à bord et blessé à la jambe, le maquisard est cité à l’ordre de l’armée et décoré de la Légion d'honneur,.
Eu égard à ses états de service dans la Résistance, l'aîné des Bonaparte est autorisé par le général de Gaulle, président du gouvernement provisoire de la République française, à rester en France — mais à titre officieux. Résidant en Suisse, c'est sous le nom de comte de Montfort qu'il se présente lorsqu'il séjourne dans son pays jusqu'à l'abrogation de la loi de 1886. Son fils aîné et héritier présomptif, le prince Charles, naîtra en octobre 1950, juste après l'abrogation de la loi.

#### Les Orléans

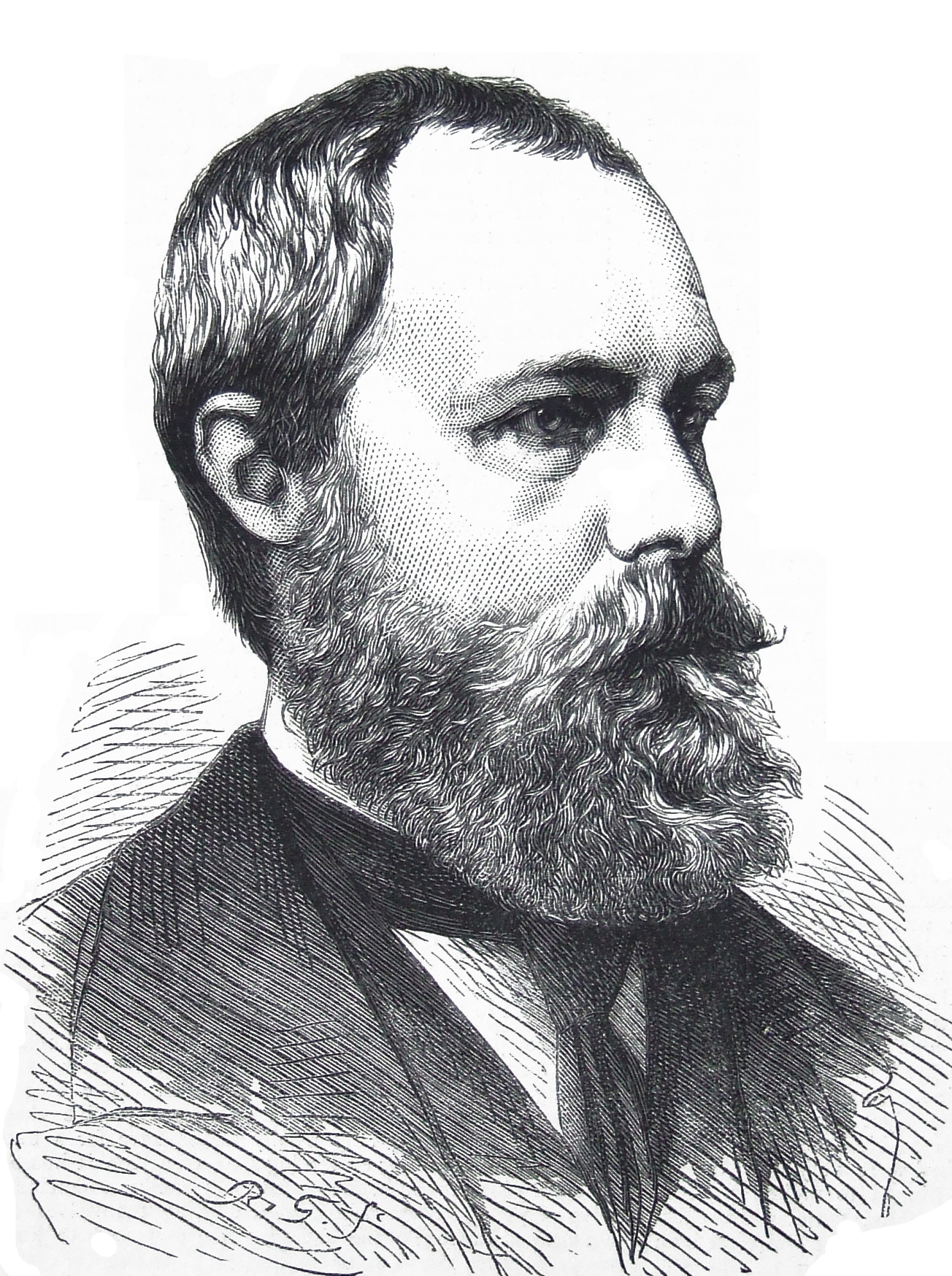
Philippe d’Orléans, comte de Paris.

Le lendemain du départ des Bonaparte, les Orléans quittent à leur tour le territoire français : le comte de Paris, aîné des Orléans, ainsi que son héritier direct, le duc d'Orléans — qui préparait l'École spéciale militaire de Saint-Cyr —, embarquent au Tréport pour le Royaume-Uni, accompagnés de plusieurs membres de leur famille. Le prétendant orléaniste (ou « fusionniste » depuis la mort, en 1883, du comte de Chambord) ne retournera jamais en France.

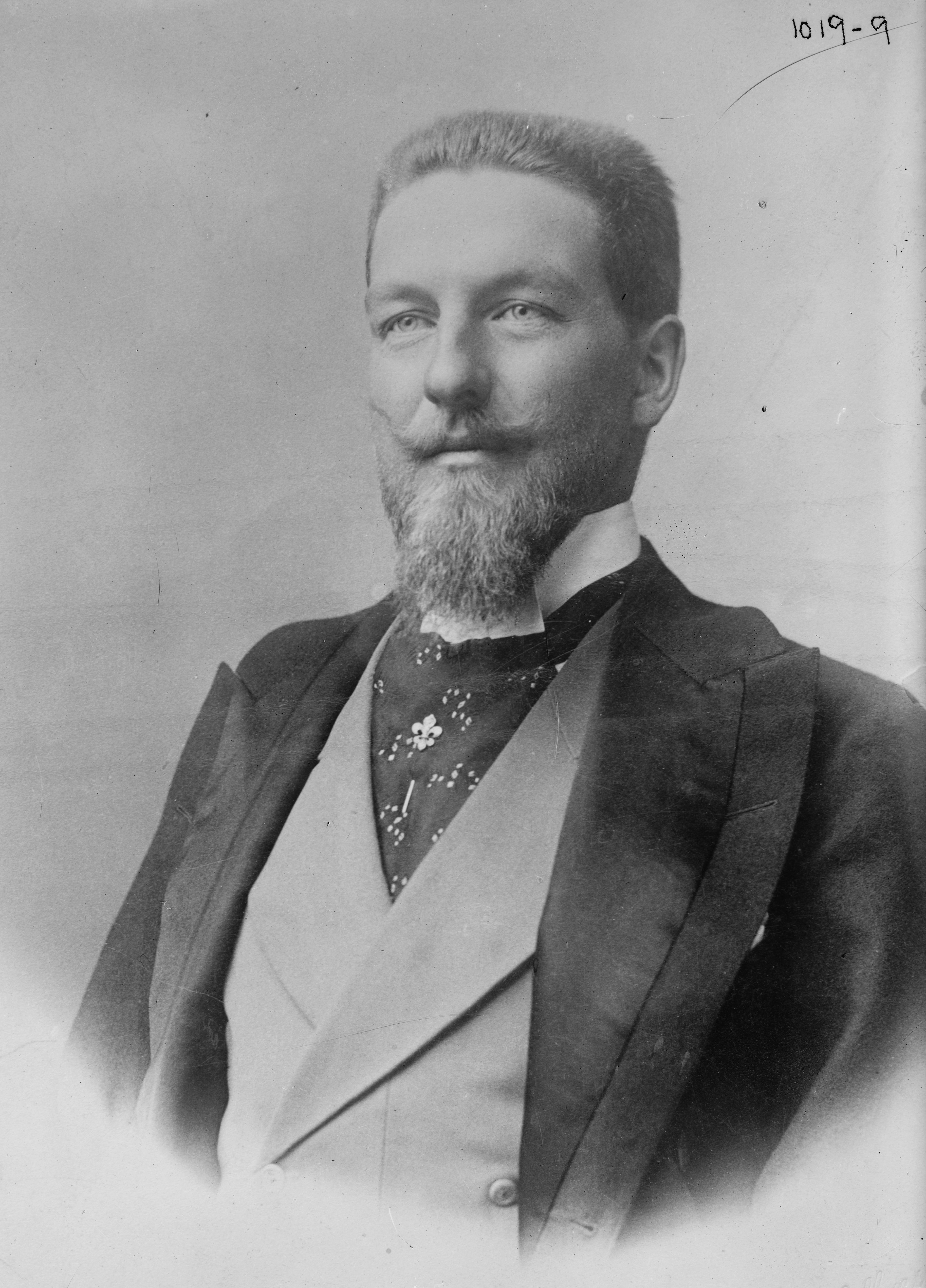
Philippe d'Orléans, duc d'Orléans.

En 1890, le duc d'Orléans va atteindre les vingt et un ans (âge théorique du service militaire en France) : sur la suggestion de deux de ses proches, Arthur Meyer, directeur du journal conservateur Le Gaulois, et le duc de Luynes, il décide — sans même demander la permission de son père — de rentrer en France en 1889 afin d'y demander officiellement à effectuer son service. Il se présente au bureau du recrutement de la mairie du VIIe arrondissement de Paris, où il est récusé par l’adjudant de service, et, n'ayant davantage de succès au ministère de la Guerre, est ensuite arrêté rue Saint-Dominique (chez Luynes, qui l'héberge), puis jugé. « Attendu que Louis-Philippe-Robert, duc d'Orléans est le fils aîné de M. le comte de Paris, ce dernier petit-fils du roi Louis-Philippe Ier, qu'il est donc l'héritier direct dans l'ordre de primogéniture du chef de la famille d'Orléans ayant régné en France jusqu'au 24 février 1848 ; Qu'il est ainsi l'une des personnes auxquelles le territoire de la république est interdit [...] », le tribunal correctionnel de la Seine condamne le fils aîné du prétendant orléaniste à une peine de prison ferme (de deux ans). C'est alors qu'il reçoit le surnom de « Prince Gamelle », ayant déclaré ne demander « que la gamelle du soldat »  — « gamelle » à laquelle il ne touchera jamais puisque, tant à la prison de la Conciergerie qu'à celle de Clairvaux, le duc devait bénéficier de « repas luxueux », couvertures, etc., envoyés par ses fidèles. Finalement, « jugeant que le ridicule [a] assez duré » (car le prisonnier recevait, parmi de nombreuses visites, celles de galantes « aux mœurs compréhensives »), le président de la République, Sadi Carnot, accorde sa grâce au bout de quatre mois, et Philippe d'Orléans est reconduit à la frontière le 4 juin 1890. Grand voyageur sa vie durant, il passe deux ans plus tard par Djibouti (alors colonie française naissante) et s'amuse de l'embarras du gouverneur Léonce Lagarde, qui, pour avertir les autorités républicaines de sa présence, doit demander au prince de poster lui-même la missive dans le port anglais le plus proche, parce qu'Obock en est encore dépouvu, avant de partir pour le Harrar. Son dernier séjour en France : une incursion en métropole, en 1899, en « se cach[ant] dans un château ami », puisqu'il ne lui est pas accordé de servir la France pendant la Guerre de 1914-1918. « À peine Mgr le Duc d'Orléans [sans postérité] avait-il rendu le dernier soupir [le 28 mars 1926], qu'automatiquement la loi d'exil a frappé Mgr le Duc de Guise [cousin germain et successeur du duc d'Orléans] et son fils le prince Henri », relève l'avocat Henry Moinecourt.

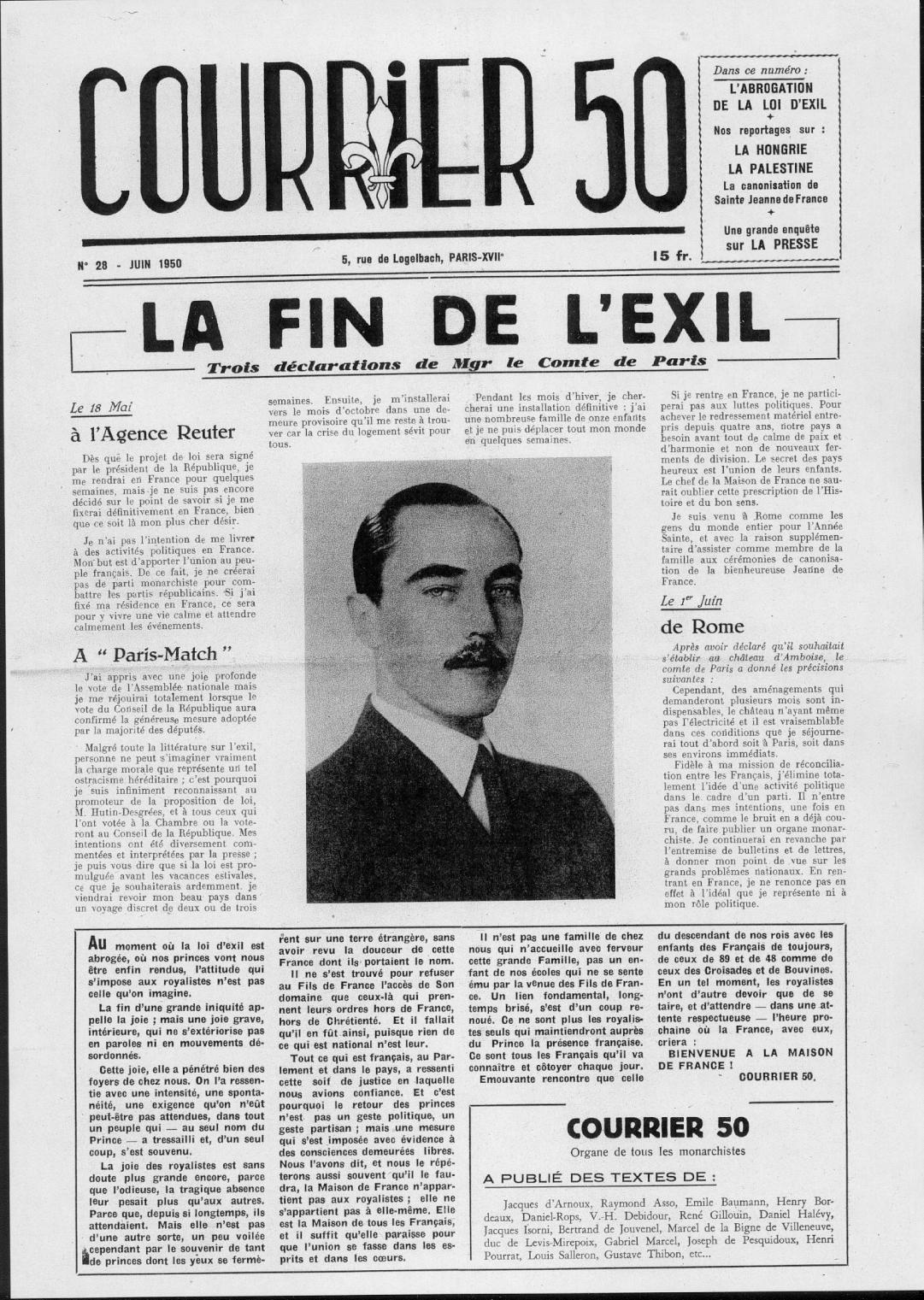
Le journal d'Henri d'Orléans, comte de Paris, annonçant la fin de l'exil des Orléans (1950).

Le (nouveau) comte de Paris, fils et successeur du duc de Guise, héritier direct puis chef de famille à partir de 1940, donne cependant, dès octobre 1938, à la suite des accords de Munich (qu'il désapprouve), une conférence de presse clandestine près de Pontoise. Deux ans plus tard, Henri d'Orléans sollicite en vain l'autorisation de servir dans l'armée française ; le président du Conseil, Paul Reynaud, ne lui permet que de s’engager dans la Légion étrangère — le 21 mars 1940, sous le nom d'Henri Robert Orliac. Il fait un bref passage en France sous le nom de « Commandant Bertrand »,  en août 1942, pour rencontrer en secret le maréchal Pétain, chef de l'État français (près de Vichy), puis le président du Conseil, Pierre Laval (à Riom), lequel lui propose le secrétariat d'État au Ravitaillement — offre que le prétendant décline avant de quitter le territoire. Entre décembre 1942 et janvier 1943, le comte de Paris séjourne à Alger (sous le nom d'emprunt de M. Robin, mais « à peine incognito »), à l'invitation du résistant royaliste Henri d'Astier de La Vigerie, qui fomente une conspiration visant à remplacer l’amiral Darlan, haut-commissaire de France résidant en Afrique du Nord, par le prétendant orléaniste ; il est même reçu par le général Giraud, haut-commissaire fraîchement élu (après l'assassinat de Darlan), qu'il ne parvient pas à rallier à sa cause, mais qui lui rappelle que la loi de proscription est encore en vigueur. Néanmoins les autorités se contenteront de rapidement l'expulser d’Algérie, le 16 janvier 1943.
Enfin, le comte de Clermont, fils aîné et héritier direct d'Henri d'Orléans, comte de Paris, fait ses études à Bordeaux dès 1947, sur autorisation spéciale du président Vincent Auriol — avant l'abrogation, en 1950, de la loi de 1886.

#### Les Bourbons

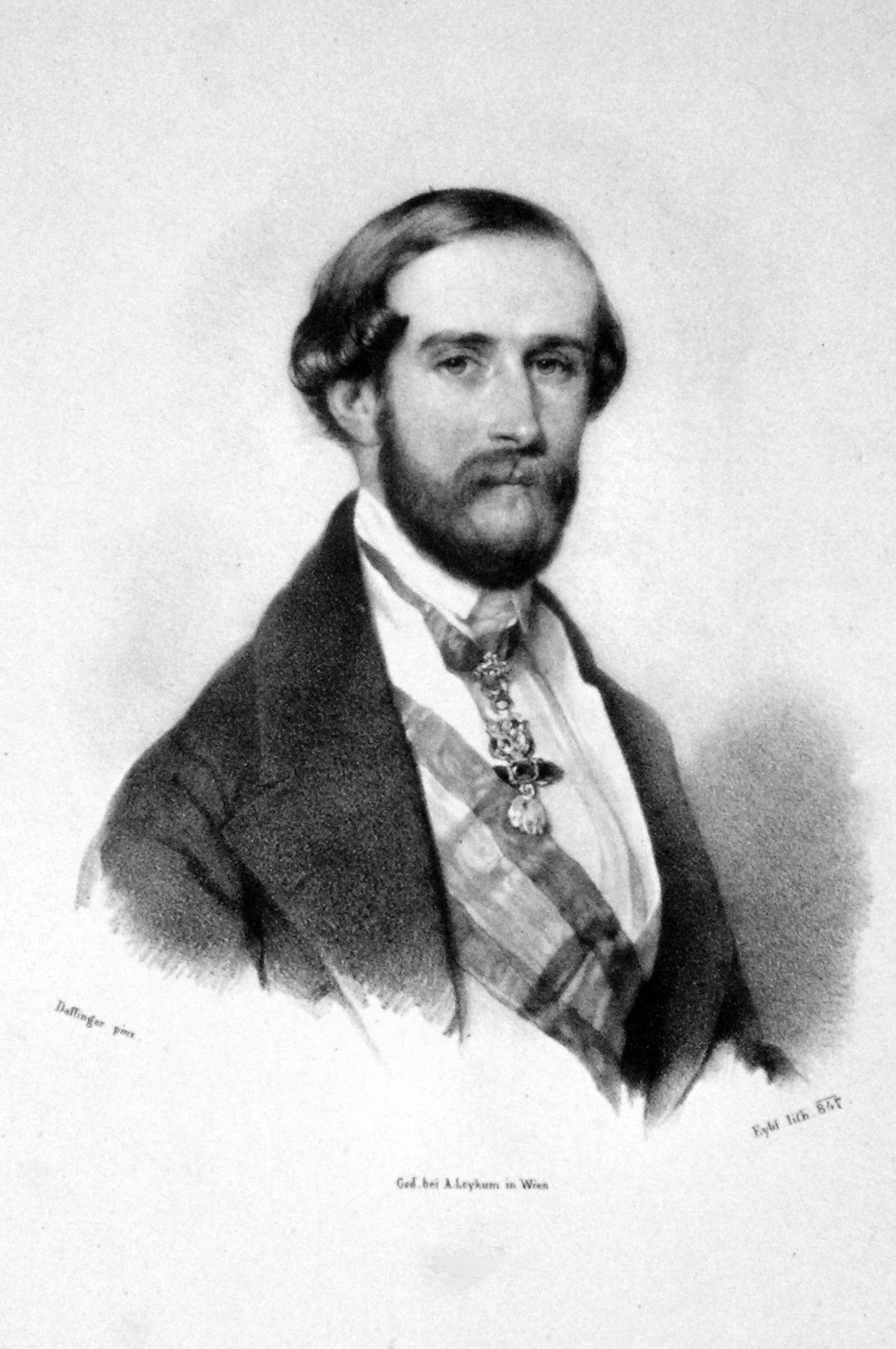
Jean de Bourbon, comte de Montizón.

Au moment de la promulgation de la loi en juin 1886, Jean de Bourbon, comte de Montizón, aîné des Bourbons depuis 1883, ainsi que son héritier direct, Charles de Bourbon, duc de Madrid (tous deux nés espagnols, mais auxquels le territoire de l'Espagne était interdit en vertu d'un décret royal du 27 octobre 1834), ne sont pas en France et résident, le père au Royaume-Uni (où il mourra l'année suivante), et son fils aîné en Italie.

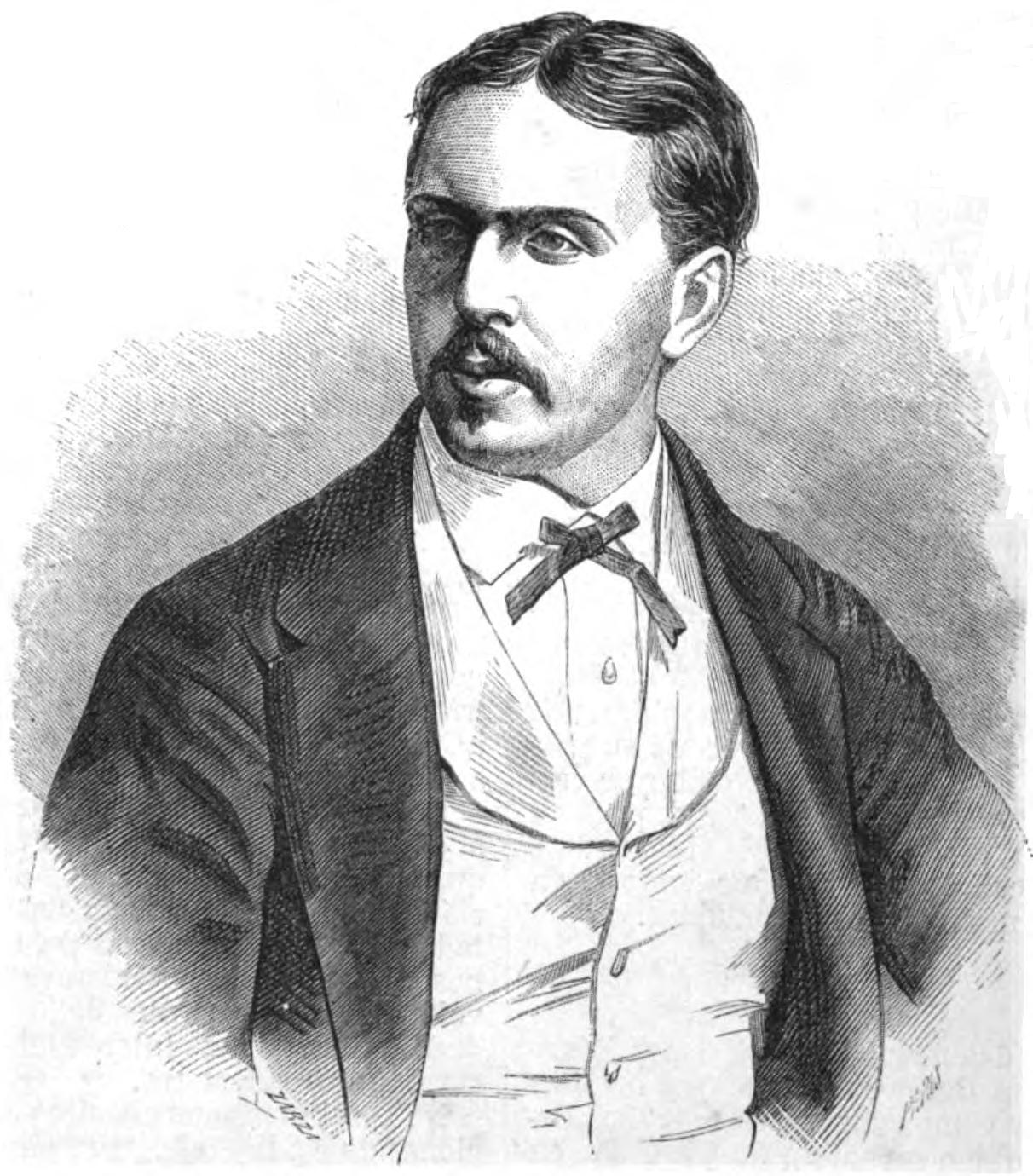
Charles de Bourbon, duc de Madrid.

Cinq ans plus tôt, le duc de Madrid assistait à Paris, le 15 juillet 1881, à la messe de la Saint-Henri, fête patronale de son oncle maternel le comte de Chambord (prétendant légitimiste au trône de France, dont le plus proche cousin salique n'était autre que le père du duc de Madrid). Le retentissement donné à cet événement — à l'occasion duquel Charles de Bourbon, alors prétendant carliste au trône d'Espagne, est acclamé par des saint-cyriens — vaut au prince d'être expulsé du territoire de la République, par arrêté d'Ernest Constans, ministre de l'Intérieur et des Cultes (et de son sous-secrétaire d'État, Armand Fallières, futur président de la République), « considérant que la présence de l’étranger susdésigné [« don Carlos, duc de Madrid »] sur le territoire français [était] de nature à compromettre la sûreté publique ». Chef de famille de 1887 à 1909, le duc de Madrid fera toutefois un court séjour en France en janvier 1902 — après avoir obtenu l'autorisation officieuse du gouvernement français — pour rendre visite à Nice à son fils, Jacques de Bourbon,
dont l'état de santé laissait augurer du pire.

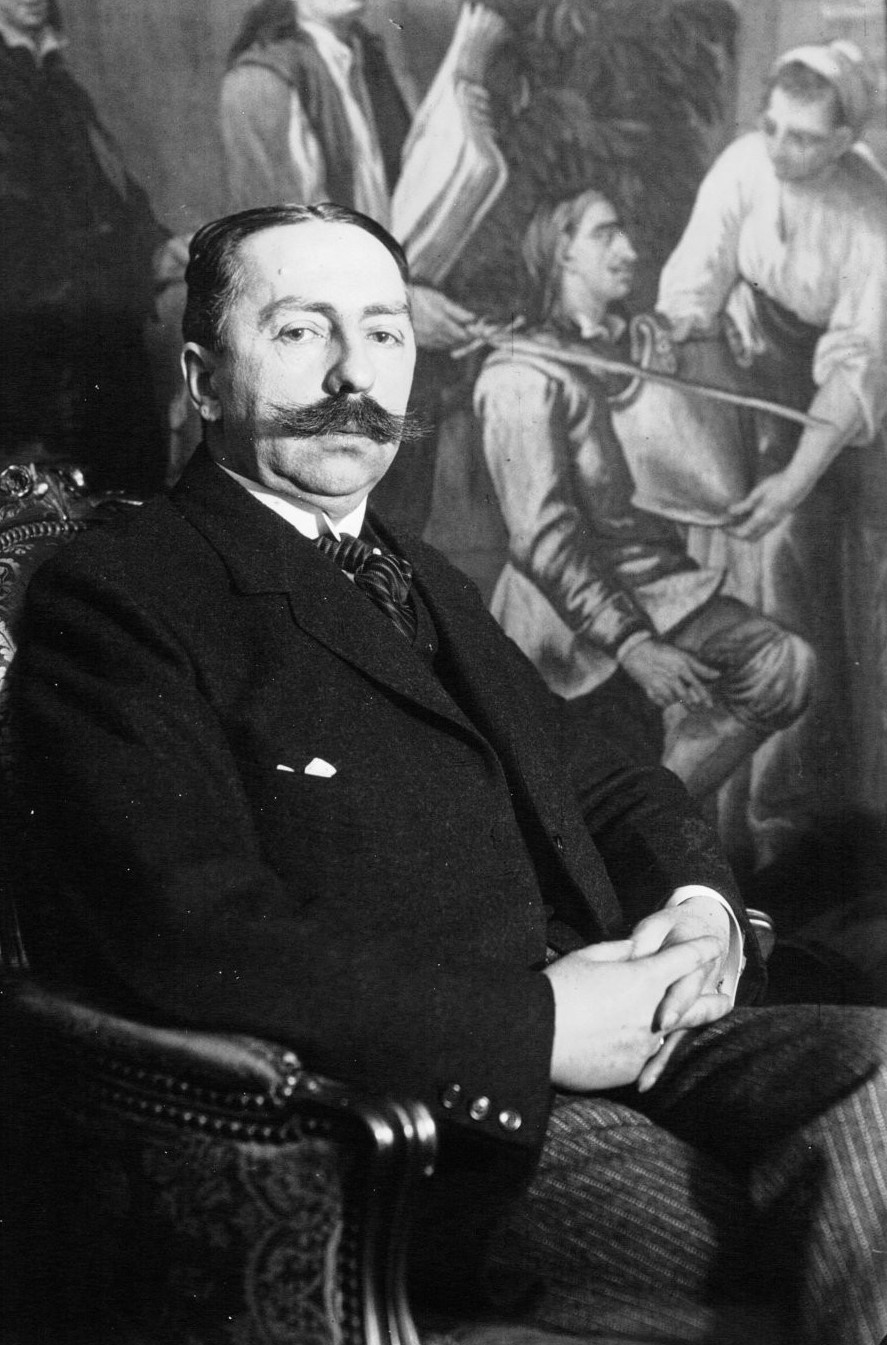
Jacques de Bourbon, duc d'Anjou et de Madrid.

Fils et successeur du duc de Madrid, Jacques de Bourbon, duc d'Anjou et de Madrid — qui vit en Autriche, au château de Frohsdorf —, héritier direct puis chef de famille de 1909 à 1931, séjourne souvent en France : notamment à Nice, où il possède à partir du milieu des années 1920 une propriété dans le quartier de Caucade — la villa Alpens, héritée de Juan Savalls y Vivaudo (1856-1924), fils du général carliste Francisco Savalls (es), marquis d'Alpens — et à Paris, où il a un pied-à-terre avenue Hoche (où il meurt en 1931). Il est d'ailleurs, à partir de 1900, membre de l'Aéro-Club de France. Son oncle et successeur, le duc de San Jaime, chef de famille jusqu'en 1936 — qui réside également en Autriche — se rend en France en 1934, à une réunion de 400 carlistes à Mondonville (Haute-Garonne), dans le château du légitimiste Joseph du Bourg. Et le duc d'Anjou et de Ségovie, chef de famille à partir de 1941 (lui aussi de nationalité espagnole), s'installe en France dès 1949, à Cannes puis au Cap d'Antibes (où il obtient son permis de conduire en mars 1950), peu avant l'abrogation de la loi de 1886.
Bien que l'article 1er de la loi de 1886 vise les « chefs des familles ayant régné en France » et leurs héritiers directs, sans les nommer ni non plus leur famille, et malgré l'absence de décrets ou circulaires venus préciser le champ d'application de la loi, Emmanuel Le Roy Ladurie (dans Le Figaro littéraire) affirme que : « la “loi d’exil” [...] a fixé pour longtemps le sort de la famille royale française, plus précisément de la branche orléaniste d’icelle ». De son côté, l'historien, docteur en droit et essayiste orléaniste Pierre de Meuse (responsable local de l'Action française) soutient (dans sa Lettre sur la légitimité) que la loi de 1886 « ne proscrit que les Orléans et les Bonaparte ». L'avocat Jean Foyer, ancien ministre de la Justice, a critiqué en 1989 (dans le cadre de sa défense des intérêts de Louis de Bourbon, petit-fils du duc d'Anjou et de Ségovie) ce raisonnement tendant à exciper de la condamnation à deux ans de prison du duc d'Orléans en 1890 et, a contrario, de l'absence de condamnation de ceux des chefs de la maison de Bourbon et de leurs fils aînés qui se trouvèrent en France entre 1886 et 1950 : « Par cette condamnation, alors qu'elle laissait tranquilles les Bourbons-Anjou, qui ne se livraient du reste à aucune activité politique en France, la République aurait [selon les orléanistes] désigné le prétendant légitime. Singulière méthode, en vérité ! Reconnaître un prétendant en l'envoyant en prison ». Dans le même sens, Hervé Pinoteau, chancelier des chefs de la maison de Bourbon depuis 1969 (et secrétaire d'Alphonse de Bourbon, duc d'Anjou et de Cadix, de 1962 à 1989), a écrit que Jacques de Bourbon, duc d'Anjou et de Madrid, avait bénéficié de « quelques passe-droits » pour pouvoir séjourner en France, malgré sa position d'héritier direct puis de chef d'une famille ayant régné en France ; après la fin de la Seconde Guerre, les passe-droits devinrent la règle, a commenté le même auteur en 1960, en s'appuyant également sur la présence d'Henri d'Orléans à Bordeaux et de Louis Napoléon à Paris.

### Autres membres de ces familles

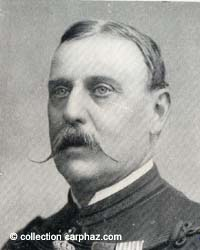
Joachim Murat.

Dès la promulgation de la loi d'exil, le général Boulanger, ministre de la Guerre, prend des arrêtés de radiation de l'armée, immédiatement notifiés aux « membres des familles ayant régné en France » — y compris concernant Roland Bonaparte (petit-fils de Lucien Bonaparte), pourtant considéré comme non dynaste sous le Second Empire, et même un Murat (Joachim,,, petit-fils de Caroline Bonaparte) —, ce qui lui vaut les applaudissements des républicains radicaux. Le duc d'Aumale (fils du roi Louis-Philippe Ier), rayé des listes des cadres de l'armée comme les autres Orléans, tente un recours — tant en son nom qu'en celui de ses frères et neveux —, mais sa requête est rejetée par le Conseil d'État,, tandis que celle déposée par Joachim Murat rencontre plus de succès : la juridiction rend, le 20 mai 1887, son arrêt Duc d’Aumale et Prince Murat, et, contrairement aux Orléans, Murat obtient sa réintégration dans l'armée française et retrouve son grade de général de brigade. Radié lui aussi par Boulanger, Louis Bonaparte (fils cadet de Napoléon (Jérôme)) sollicite de son côté la nationalité italienne — son oncle n'est autre que le roi d'Italie Humbert Ier — et peut poursuivre (de 1887 à 1890) une carrière militaire dans la patrie de sa mère, puis, confronté à un vif sentiment anti-français au sein l'armée italienne, bénéficie de l'influence de sa tante et marraine (Mathilde Bonaparte) pour intégrer l'armée russe — où il terminera sa carrière dans la garde impériale en 1910, avec le grade de lieutenant-général. Quant au duc de Penthièvre (petit-fils du roi Louis-Philippe Ier), bien qu'exclu de la marine nationale en 1886, il mettra à disposition de l’armée française son château d'Arc-en-Barrois pendant toute la durée de la Première Guerre mondiale, afin qu’il y soit improvisé un hôpital militaire pour les blessés de Verdun et de l’Argonne.

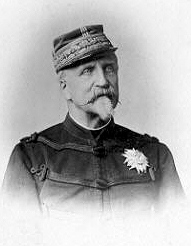
Henri d'Orléans, duc d'Aumale.

En dehors de la procédure qu'il a engagée, le duc d'Aumale adresse, le 11 juillet 1886, au président de la République, Jules Grévy, une véhémente lettre de protestation contre la décision du général Boulanger, qu'il termine par ces mots : « Les grades militaires sont au-dessus de votre atteinte, et je reste le général Henri d'Orléans. » Il sera le seul membre d'une famille ayant régné en France à se voir appliquer l'article 2 de la loi d'exil : un décret, pris immédiatement, lui interdit le territoire de la République et, le 14 juillet, le directeur de la Sûreté fait procéder à son expulsion vers la Belgique. Une pétition pour la levée de la mesure, envoyée en 1888 au gouvernement, permettra le retour en France, en 1889, du fils du roi Louis-Philippe,.

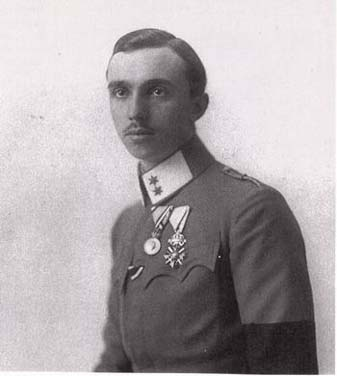
René de Bourbon-Parme, en uniforme autrichien.

Pendant toute la première moitié du XXe siècle, l'interdiction de servir dans les armées françaises est opposée aux membres de ces familles. Se voyant interdire de faire son service militaire au sein de l'armée française, le duc de Guise — qui ne sera que plus tard chef de la famille d'Orléans — se rend au Danemark (pays de son beau-frère le prince Valdemar) pour y apprendre le métier des armes. Lorsqu’éclate la Première Guerre mondiale, le duc cherche de nouveau à intégrer l’armée ; mais ni la République ni ses alliés ne l’autorisent à revêtir leur uniforme, et il doit donc se résoudre à servir dans la Croix-Rouge française — ce qui lui vaudra la Croix de guerre, remise le 27 juillet 1919 par le président Raymond Poincaré. Sixte et Xavier de Bourbon-Parme (issus d'un rameau cadet des Bourbons et tous deux de nationalité étrangère) tentent — en vain — de s'engager dans l'armée française au début du premier conflit mondial ; et, avant la Seconde Guerre, le même refus est opposé (en juillet 1939) à leur frère René de Bourbon-Parme — qui avait été naturalisé français dans l'entre-deux-guerres —, à cause de son appartenance à une famille ayant régné en France. Mais, finalement autorisé à entrer dans l'armée française en 1944 comme capitaine de cavalerie dans la 1re armée, où il sert pendant la campagne d'Allemagne, ce dernier sera décoré de la croix de guerre 1939-1945 et nommé officier de la Légion d'honneur.

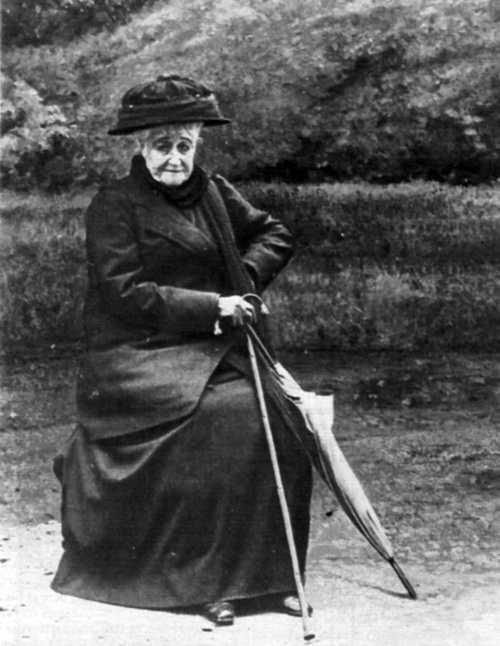
L'ancienne impératrice Eugénie.

L'article 4 de la loi de proscrition interdit, enfin, l'exercice de toute fonction publique ou élective aux « membres des familles ayant régné en France » : le duc d'Aumale, président du conseil général de l'Oise, dans l'impossibilité légale d'exercer ses fonctions, est remplacé par le général Henri Saget, élu le 16 août 1886. Néanmoins, quelques ponctuelles missions au service du gouvernement sont par la suite remplies par certains membres des familles précitées. Ainsi le duc de Guise est-il chargé par le gouvernement français, en 1915, d’une importante ambassade auprès de son oncle maternel le roi Ferdinand Ier de Bulgarie — qui s'avèrera un échec, puisque Sofia devait entrer en guerre aux côtés des pays de la Triple Alliance. De même, en 1919, c'est avec la collaboration de l’ex-impératrice Eugénie que la question du rattachement de l’Alsace-Lorraine à la France devient un point central abordé pendant la Conférence de paix de Paris. La veuve de Napoléon III concourt à la diplomatie française en transmettant au gouvernement une dépêche du roi de 
Prusse Guillaume Ier, que la souveraine avait reçue le 1er septembre 1870 (en sa qualité de régente) et dans laquelle le futur empereur allemand affirmait que l’annexion de l'Alsace-Lorraine n’avait qu'un intérêt défensif pour son pays. Au terme de la Grande Guerre, les États-Unis ne sont pas pressés de voir ces territoires revenir sous l'autorité française ; mais le président du Conseil, Georges Clemenceau, pourra arguer du bien-fondé de la position française en s'appuyant sur la lettre transmise par la dernière impératrice.

## Abrogation
Près de soixante-dix ans après l'adoption de la loi de 1886, « Enfin un retour sembl[e] possible pour tous les chefs de famille en exil, le prince [Louis] Napoléon comme le comte de Paris », écrit Pierre Branda. « Voilà donc les hommes que maintient en exil, au mépris des principes qui nous sont chers, une loi provisoire et cruelle », conclut, après avoir évoqué leur biographie, Bertrand Chautard, rapporteur de la proposition de loi d'abrogation de la loi d'exil déposée par le député Paul Hutin-Desgrées.
Sur cette proposition, la loi du 22 juin 1886 est abrogée par la loi du 24 juin 1950.
L'article 1er abroge la loi ; l'article 2 dispose toutefois :
«  Au cas où les nécessités de l'ordre public l'exigeraient, le territoire de la République pourra être interdit à tout membre des familles ayant régné en France par décret pris en Conseil des ministres. »
L'article 2 de la loi du 24 juin 1950 est lui-même abrogé par l'article 175 de la loi du 17 mai 2011 de simplification et d'amélioration de la qualité du droit.